# Фараон (роман)
«Фараон» (пол. Faraon) — історичний роман польського письменника Болеслава Пруса (1847–1912), написаний 1895 року. Первинно публікувався в «Ілюстрованому щотижневику». Перше видання у книжковому варіанті з'явилось 1897 року.

## Сюжет
«Фараон» — передостанній з великих романів письменника (роман «Зміни» не було завершено). Дія роману відбувається у Стародавньому Єгипті в середині XI століття до н. е. Сюжет роману складає історія боротьби вигаданого історичного діяча — молодого фараона Рамсеса XIII — з могутнім станом жерців Амона-Ра на чолі з підступним Герігором.
Зображуючи занепад колись могутньої держави, автор шукає відповідь на питання про причини такого занепаду — й читачу, який має уяву про епоху Пруса, стає очевидним, що проблематика роману спричинена розладом і кризою сучасного письменнику польського буржуазно-феодального суспільства. Утім, Прус не просто «маскував» сучасні ідеї обстановкою та іменами, взятими з давнини. Навпаки, значення «Фараона» у розвитку польського історичного роману полягає в тому, що в ньому — вперше в історії польської літератури — на такому високому художньому рівні, з використанням доступних автору наукових знань про минуле, без явної модернізації були подані у живих образах соціальні проблеми віддаленої доби, що мають велике значення для ліпшого розуміння питань сучасності, була спроба осягнути закономірності історичного прогресу.

## Переклади
Роман «Фараон» перекладений такими мовами: англійською, болгарською, вірменською, голландською, грузинською, есперанто, естонською, івритом, іспанською, литовською, німецькою, російською, румунською, сербсько-хорватською, словацькою, словенською, угорською, українською, французькою, чеською.
1966 року за мотивами роману польський кінорежисер Єжи Кавалерович зняв однойменний фільм.
Як наслідок, після виходу книги, а потім і фільму відомості набув і такий історичний персонаж, як Герігор.

## Персонажі
Більшість імен, що згадуються у книзі Пруса, дійсно запозичені з давньосхідних джерел, але часто з порушенням хронології. Зокрема, з історії відомі імена таких персонажів роману:
- Рамсес XIII, головний герой роману — вигаданий фараон.
- Рамсес XII, батько Рамсеса XIII — історичний Рамсес XI (останній фараон XX династії та Нового царства), якого називали Рамсесом XII в історичних працях кінця XIX — початку XX століття.
- Герігор, головний суперник Рамсеса, — історичний Герігор, верховний жрець Амона у Фівах, який узяв царську титулатуру незадовго до падіння XX династії.
- Пентуер, жрець і писар, виходець із селян, який підтримував фараона у його реформах, — реальний писар Пентуер, з іменем якого умовно пов'язують «Поему Пентуера», що тріумфально змальовує перемогу Рамсеса II при Кадеші.
- Менес, жрець-астроном, наставник Пентуера — Менес (Міна), напівлегендарний засновник об'єднаної єгипетської держави з I династії.
- Тутмос, двоюрідний брат і соратник фараона, видатний воєначальник — Тутмос (Джехутімесу), поширене ім'я, яке мали чотири фараони XVIII династії.
- Тутмос (в оригіналі Дхутмос), селянин, несправедливо звинувачений у нападі на маєток Рамсеса — Тутмос, писар періоду XX династії та скульптор кінця XVIII династії.
- Цариця Нітокріс, мати Рамсеса — остання цариця VI династії Стародавнього царства, яку згадував Геродот (можливо, насправді не існувала).
- Енанна, єгипетський офіцер, підкуплений жерцями — ім'я єгипетського учня писаря, якого пов'язують зі стародавнім текстом.
- Бероес, халдейський мудрець, — Берос (Бел-Уцур), вавилонський жрець-історик та астролог, який близько 300 до н. е. написав історію Вавилонії грецькою мовою.
- Пхут (інше ім'я, що використовував Бероес) — Фут, син Хама, який згадується у книзі Буття.
- Асархаддон, ассирійський намісник у Фінікії — ассирійський цар у 680–669 роках до н. е.
- Саргон, посол Ассирії — Шаррумкен, ім'я аккадського царя Саргона Стародавнього та двох ассирійських правителів Саргона I й Саргона II.
- Куш, гість Асархаддона — історична назва південної Нубії.
- Хірам, фінікійський князь — Хірам I, правитель Тіру, який підтримував тісні торгові зв'язки з царем Соломоном.
- Дагон, фінікійський купець — західносемітський (ханаанський) бог-покровитель землеробства, національне божество філістимлян.
- Фамар, дружина Дагона — Тамар, дочка царя Давида й сестра Авесалома.
- Патрокл, командир грецьких найманців — Патрокл, персонаж «Іліади» Гомера.
- Лікон, двійник і убивця Рамсеса — Лікон, персонаж «Іліади» Гомера.
- Сара, коханка Рамсеса — Сара, дружина біблійського Авраама.
- Гідеон, батько Сари — Гедеон, дійова особа Книги Суддів, переможець мадіанитян.
- Сеті, син Сари від Рамсеса — Сеті, ім'я двох фараонів XIX династії.
- Геброн, останнє кохання Рамсеса — Хеврон, сучасне місто в Палестині.
- Муссаваса, лівійський князь — Машуаша, найбільше лівійське плем'я.
- Техенна, син Муссаваси — Техену, лівійське плем'я, що оселялось найближче до єгипетського кордону.

## Анахронізми та інші помилки
- Найдавніша ступінчаста піраміда приписана фараону Снофру замість Джосера.
- Фаюмський лабіринт, зображений у романі як скарбниця жерців, насправді був заупокійним храмом фараонів XIII династії Середнього царства.
- Чисельність єгипетської армії в романі сягає 120 000 осіб. Найбільші армії в історії Нового царства, що збирались Тутмосом III і Рамсесом II, складали, за різними оцінками, не більше 25 000 солдат.
- Обізнаність єгиптян з геології, палеонтології, археології й антропології перебільшена: жрець Сета Самонту фактично змальовує молодому фараону еволюцію рослинних і тваринних форм життя, згадуючи мавпоподібних первинних людей, «слонів, що вчетверо переважали за розміром сучасних» і «велетенських гадів», до яких на Землі були «тільки слимаки й риби». Хоча здогадки про походження викопних решток і можливості змін у природі висловлювались ще давньогрецькими матеріалістами, уявлення про еволюцію стали панівними тільки у XIX столітті.
- У романі Болеслав Прус приписує Менесу винаходи, що були зроблені тільки наприкінці I тисячоліття до н. е., наприклад, виміри розмірів кулеподібної Землі, зроблені Ератосфеном, і парову іграшку Героном Александрійським. Хоч ті винаходи й були зроблені на території елліністичного Єгипту, але належали грекам, а не єгиптянам.
- Фінікієць Хірам повідомив Рамсесу про країни, які ніби відвідували фінікійці. З їхніх розповідей явно видно, що йдеться про Індію та Китай. Незважаючи на те, що фінікійці були найкращими мореплавцями на Стародавньому Сході, не існує жодних свідчень про контакти Далекого та Близького Сходу до подорожі Чжан Цяня до Середньої Азії. Окрім того, у романі відчутно завищена кількість населення в Індії та Китаї — до 100 і 200 млн осіб.
- Балісти вперше почали використовуватись з IV століття до н. е. греками та не могли перебувати на озброєнні єгиптян за сім століть до походів Олександра Македонського.
- Демотичне письмо було винайдено у VIII столітті до н. е. й не було відомо єгиптянам Нового царства.
- Будівництво каналу, що поєднував Середземне й Червоне море, почалось за фараона Нехо II.
- Навкратіс було засновано грецькими колоністами за правління фараона Яхмоса II (567–526 до н. е.).
- Торговий порт Береніка на Червоному морі був заснований Птолемеями 275 до н. е.
- У романі згадуються сини Рамсеса XII від хеттської царівни. Єдина хеттська держава припинила своє існування на початку XII століття до н. е.
- У часи дії роману у Греції в результаті вторгнення дорійців почались Темні століття, тому ахейці не могли мати поданого у романі впливу, що насправді було притаманно Єгипту XXVI династії (окрім того, вони зображені вже як класичні стародавні греки).